# Grimstadbanen
La ferrovia di Grimstad (norvegese: Grimstadbanen) era una linea ferroviaria lunga 22 chilometri tra Grimstad e Rise, in Norvegia. La linea era un ramo della ferrovia di Arendal, che a sua volta è un ramo della ferrovia di Sørland. Inaugurata come linea Grimstad-Froland il 14 settembre 1907, era originariamente una ferrovia privata. La linea venne nazionalizzata e rilevata dalle Ferrovie di Stato norvegesi nel 1912. La ferrovia venne originariamente costruita a scartamento ridotto di 1.067 mm, ma in seguito convertita a scartamento normale nel 1936. A causa dei trasferimenti ingombranti, la linea aveva pochi passeggeri e poche merci. Venne chiusa e demolita nel 1961.